# Narracions sobre el caçador, la trampa i el pardal
Les Narracions sobre el caçador, la trampa i el pardal són un parell de faules de tradició àrab medieval presentades de vegades per separat i d'altres com una narració que les uneix. Les evidències apunten que les narracions van aparéixer per separat i més endavant van aparéixer unides.

## Narració A
La narració A relata com una trampa passant-se per un eremita sedueix i enganya un teuladí perquè caiga en la trampa mitjançant llavors i paraules.
Aquesta narració entra dins la classificació Aarne-Thompson com a AaTh 245* (aus discuteixen la trampa) i AaThUth 68* (la rabossa esbronca en la trampa de la rabossa).
La font més antiga és l'obra Al-ʿIqd al-Farīd del poeta andalusí Aḥmad b. Muḥammad Ibn ʿAbd Rabbihi (d. 940). Hi ha versions més tardanes: Ibn Ḥibbān al-Bustī (d. 965), Rawḍat al-ʿUqalāʾ wa-Nuzhat al-Fuḍalāʾ, Ḥamd b. Muḥammad al-Khaṭṭābī (d. 998), al-ʿUzla i Aḥmad b. al-Ḥusayn al-Bayhaqī (1066), Shuʿab al-Īmān. També hi ha versions judeoaràbigues medievals, a més d'en persa.

## Narració B
La narració B relata com una alosa (en versions tardanes, un colom) capturada per un caçador aconsegueix escapar mitjançant l'ús del seu enginy.
És classificada, segons la classificació Aarne-Thompson, com a AaTh 150 (consell de la rabossa) i AaThUth 150 (les tres ensenyances de l'au).
La font més antiga és l'obra Al-ʿIqd al-Farīd del poeta Aḥmad b. Muḥammad Ibn ʿAbd Rabbihi (d. 940). Versions trobades en fonts més tardanes són: Bilawhar waBūdāsf (en àrab); la versió de Muḥammad b. ʿAlī Ibn Bābawayhi’s (d. 991) en l'obra Ikmāl al-Dīn wa-Tamām al-Niʿma; Manṣūr b. al-Ḥusayn al-Ābī (d. 1031), Nathr al-Durr; Aḥmad b. ʿAbd Allāh Abū Nuʿaym al-Iṣbahānī (d. 1038), Ḥilyat al-Awliyāʾ wa-Ṭabaqāt al-Aṣfiyāʾ i Muḥammad Abū Ḥāmid al-Ghazālī (d. 1111), Iḥyāʾ ʿUlūm al-Dīn. Hi ha més fonts en àrab, persa, sirià i hebreu. A més que hi ha versions medievals en arabojueu.
Petrus Alfonsi (d. primera mitat del segle xii) va ser un jueu hispà convers que coneixia la literatura àrab i va incloure aquesta narració a l'obra Disciplina Clericalis.

## Combinació de les narracions A i B
El llibre Fiqar al-Ḥukamāʾ wa-Nawādir al-Qudamā presenta la primera versió completa en la qual es combinen ambdues narracions. L'obra fou feta per un autor anònim sirià del segle xiii.
Altres fonts són: Rasāʾil Falsafiyya, de Badawī; Kitāb ʿUnwān al-Bayān wa-Bustān al-Adhhān wa-Majmūʿ Naṣāʾiḥ fī l-Ḥikam, d'ʿAbd Allāh b. Muḥammad al- Shubrāwī (d. 1758) i Kitāb Nafḥat al-Yaman fīmā Yazūlu bi-Dhikrihi lShajan d'Aḥmad b. Muḥammad al-Shirwānī (d. ca. 1840). La narració A+B apareix en antologies sirianes, egípcies i nord-africanes en àrab del segle xvii cap endavant.

## Característiques
La tradició clàssica àrab preservà en quasi tots els casos la presentació de la narració com una narració de nens d'Israel (Isrāʾīliyyāt). En la tradició menys comuna en la qual es combinaven les narracions A i B, el rerefons jueu es presenta absent.
Aquestes narracions foren incorporades a la literatura medieval europea de manera independent. Les narracions apareixen en les col·lecciones fetes per als predicadors cristians.